# Imbrasia obliqua
Imbrasia obliqua är en fjärilsart som beskrevs av Eugène Louis Bouvier 1930. Imbrasia obliqua ingår i släktet Imbrasia och familjen påfågelsspinnare. Inga underarter finns listade i Catalogue of Life.